# Tổng hội Công nhân Đức

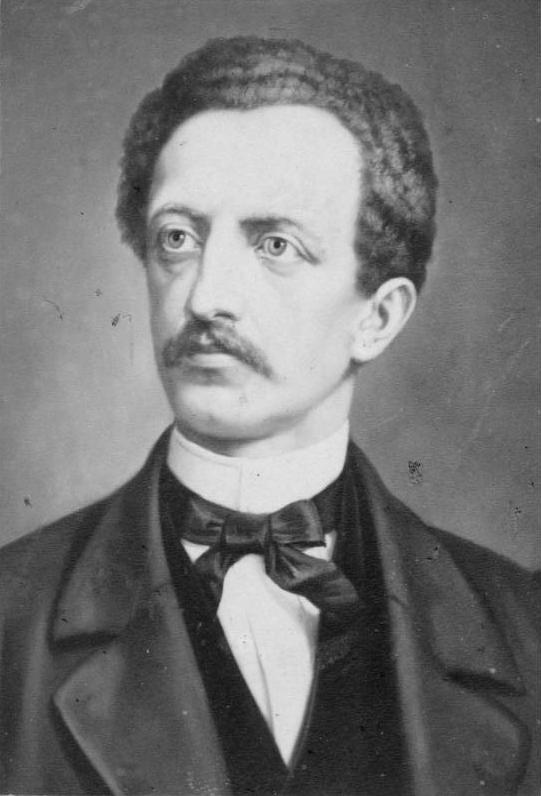
Ferdinand Lassalle, người sáng lập ADAV vào tháng 5 năm 1863

Tổng Hội Công nhân Đức (tiếng Đức: Allgemeine Deutsche Arbeiterverein) (ADAV) là đảng công nhân đầu tiên của phong trào công nhân Đức. Nó được thành lập vào ngày 23 tháng 5 1863 tại Leipzig/Vương quốc Sachsen, bởi Ferdinand Lassalle. Sau khi ông ta chết 1864, đã có những bất hòa về người lên thế chức. Mãi đến khi Johann Baptist von Schweitzer lên lãnh đạo năm 1867 thì cuộc khủng hoảng mới trôi qua.Từ 1869 đảng ADAV, với khuynh hướng dân chủ xã hội, phải tranh giành ảnh hưởng với đảng Công nhân Dân chủ Xã hội (SDAP) mới được thành lập, chịu ảnh hưởng của Marx có tinh thần quá khích hơn. Đến năm 1875, một phần vì những biện pháp đàn áp phong trào công nhân của chính quyền, phái Lassalle (ADAV) và phái Marxist (SDAP) mới chịu nhập lại lập thành Đảng Công nhân Xã hội Chủ nghĩa Đức (Sozialistische Arbeiterpartei Deutschlands) (SAP). Đến năm 1890 SAP đổi tên thành đảng Dân chủ Xã hội Đức (SPD), mà giữ tên này cho đến bây giờ.